# Kölner Eifelhütte
Die Kölner Eifelhütte ist eine Alpenvereinshütte der Kategorie MH der Sektion Rheinland-Köln des Deutschen Alpenvereins in der Eifel. Das denkmalgeschützte Gebäude befindet sich im Heimbacher Ortsteil Blens im Kreis Düren.

## Geschichte
Die ältesten Balken stammen aus dem Jahr 1595, seit 1964 gehört die Hütte dem Kölner Alpenverein. Von 2010 bis 2012 fand eine Generalsanierung der Hütte statt.

## Touren
Verbindungstour zu den fünf Hütten des DAV im Rurtal in Blens, Hausen und Abenden: Die Sektionen des DAV betreiben insgesamt sieben Hütten in der Rureifel. Diese Tour verbindet die fünf Hütten, die sich direkt unten im Rurtal befinden – Kölner Eifelhütte in Blens, Duisburger Eifelhütte und Krefelder Eifelheim in Hausen, Düsseldorfer Eifelhütte und die Mülheimer Eifelhütte in Abenden.
Außerdem gibt es noch die Dürener Hütte in der Burg Nideggen und die Rheydter Hütte in Kleinhau.